# 英玲奈
英玲奈（えれな、1983年2月9日 - ）は、日本のファッションモデル、女優、リポーター、タレント。本名、非公開。
神奈川県出身。ボックスコーポレーション所属。2004年ごろに夏木プロダクションより移籍。姉は女優・タレントの中山エミリ。

## 来歴
出身校は私立の一貫教育校「カリタス学園」で、幼稚園から高校まで同じ学校で過ごす。中学生・高校生時代の部活はダンス部。
高校生のときにスカウトされ、雑誌『CUTiE』でデビュー。
2011年3月から2011年11月まで日本テレビ：モーターバイク世界最高峰選手権『MotoGP』のナビゲーターを担当。
2011年4月18日から2011年10月31日まで日本テレビ『月刊インディ』のメインMCを担当する。英玲奈が担当する以前は、日本テレビアナウンサー：葉山エレーヌが担当していた。6月アメリカ最高峰カーレース：インディ500取材のために、アメリカ・インディアナポリスへ渡米。インディ500の取材後、続けてMotoGP世界選手権取材のため一路スペインへ。このとき、日本から太平洋横断しアメリカへ。取材後、アメリカから大西洋を横断しスペイン⇒ヨーロッパ⇒日本と、2週間を掛けて地球一周の旅を初めて体験した。
私生活では、共通の知人を通じて知り合った3歳年下の一般男性と約1年間の交際期間を経て2017年2月22日に結婚、同日に自身のブログを通じて公表した。2020年8月16日、第1子妊娠を報告。11月に第1子女児を出産した。

## 人物
愛称は「えれにゃん」。
父は俳優のマイケル中山、姉はタレントの中山エミリ、父方の叔母は女優の中山麻理。叔母の元夫は三田村邦彦である。俳優の三田村瞬・中山麻聖兄弟とは従兄弟にあたる。
「影虎」という名前の黒猫（愛称・かーしゃん）を飼っており、いっしょに風呂に入ったり、自身のブログやテレビで登場させている。この猫は動物病院を回り、里子だったのを譲り受け一緒に生活するようになった。英玲奈いわく「お金を出して動物を買うという感覚が分からなかったんです。別に血統書付きの猫でなくても、なんでもいいんです。猫なら。処分されてしまうなら家に来て幸せを感じてもらいたいと思いました。」と本人が語っている。

## 出演
出典

### TV
- コイブミ2（2002年、テレビ東京・テレビ大阪） - MCにてレギュラー
- PUSH!（2007年、e2 by スカパー） - レギュラー
- レーシングネット（2007年、グリーンチャンネル） - 番組ナビゲーター レギュラー
- 王様のブランチ（2006年4月 - 2012年3月31日、TBS・BS-TBS）[注 1] - ブランチリポーター
- MotoGP（2011年3月 - 2011年4月、日本テレビ） - ナビゲーター
- 月刊インディ（2011年4月18日 - 2011年10月31日、日本テレビ） - メインMC
- 健康カプセル!ゲンキの時間（2012年4月1日 - 2016年9月25日、CBCテレビ） - サブMC
- D1GP『全日本プロドリフト選手権』（2012年4月 - 、BSフジ） - レポーター
- 大人旅スタイル（2013年11月14日 - 2016年12月、J:COM・TwellV）
- Happy　Wedding　FES　Presents　〜幸せな結婚式〜　ハピフェス（2013年12月20日 - 2014年9月28日、TOKYO MXテレビ）
- 釣りうぇ〜ぶ（2019年4月5日 - 、釣りビジョン）

### ドラマ
- Toshiba Web Street『サバビアン』（2003年）カノン役（WEBドラマ）
- 木曜ミステリー女刑事みずき〜京都洛西署物語〜（2005年10月 - 12月）テレビ朝日 洛西署少年課・巡査 高乃橋杏子 役
- 仮面ライダーカブト（2006年4月16日）テレビ朝日 - 第12話 由香里 役
- カクレカラクリ（2006年9月）TBSテレビ TBS系 - 陽子 役
- 金曜エンタテイメント
  - 踊る!親分探偵2・京都阿波踊り殺人事件（2006年9月22日）フジテレビ - 丹波 康代 役
- 警視庁捜査一課9係 Season2 第5話（2007年6月6日）テレビ朝日
- 絶対彼氏〜完全無欠の恋人ロボット〜（2008年4月 - 6月）フジテレビ CX系 - 大野ちほ 役
  - 絶対彼氏〜完全無欠の恋人ロボット〜最終章スペシャル（2009年03月24日）フジテレビ）CX系 - 大野ちほ 役
- 土曜ワイド劇場
  - 新聞記者 鶴巻吾郎2「北陸金沢－加賀温泉郷“山中節”殺人事件！」（2008年8月23日）テレビ朝日 - 清水あかね 役
  - 新聞記者 鶴巻吾郎3「天女伝説殺人事件!」（2009年8月30日）テレビ朝日 - 清水あかね 役
  - 新聞記者 鶴巻吾郎4「徳川埋蔵金伝説が呼ぶ湯煙り連続殺人!!」（2010年11月13日）テレビ朝日 - 清水あかね 役
  - はみだし弁護士・巽志郎11「美人デザイナー 殺人事件の驚愕の真実を暴け!!」（2011年4月朝日放送／ABCテレビ製作） - ファッションモデル 役
- 炎神戦隊ゴーオンジャー（2008年10月12日）テレビ朝日 - 第34話 楼山早苗 役
- 相棒 Season7（2009年01月21日）テレビ朝日 - 第12話 エリ・コバヤシ 役
- NEXT コイサク（恋作）する女（2009年5月7日、5月14日）関西テレビ放送 KTV系 - 水野祐希 役
- 月曜ゴールデン
  - 捜し屋★諸星光介が走る!5（2010年4月12日）TBSテレビ - ゲストヒロイン：藤井明美 役
  - オバベン -京都ふたりの女弁護士-（2013年6月24日）TBSテレビ - 田村エリ 役
- 仮面ライダーオーズ/OOO （2011年2月20日、2月27日）テレビ朝日 第23/24話 佐倉優美役
- スミレ刑事の花咲く事件簿 epsode 0（2011年3月27日、フジテレビTWO） - 月島花子 役
- 金沢のコロンボ2 （2015年5月20日） テレビ東京 TX系 - 池園ひかり 役

### 雑誌・週刊誌
- 東京ニュース通信社『B.L.T.』*New Comer Beauty （2005年9月24日）
- 日本文芸社『愛しのわんこ!小犬と暮らす』表紙モデル （2005年10月20日）
- シティ出版『CARandDRIVER』（2005年11月26日）
- 白夜書房『Audition』1月号（2005年12月1日）
- オリコン 月刊『デビュー』1月号（2005年12月1日）
- 主婦の友社『S Cawaii!』（2005年12月7日）
- 学習研究社「TV LIFE』（2005年12月7日）
- 小学館』『Pretty Style』（2005年12月27日、2006年4月1日、2006年6月1日、2007年3月31日、2008年3月1日）
- バウハウス『エキサイター』6月号（2006年5月15日）
- 小学館『アディダス スリーストライプブック』（2006年5月12日）
- ネコ・パブリッシング『NEKO』（2006年7月1日）
- 講談社『TOKYO★1週間』（2006年8月1日）
- アタマトテ・インターナショナル『おさかなぶっく』016号（2006年8月1日）
- 徳間書店『BestGear』（2006年8月16日）
- リクルート『ダ・ヴィンチ』（2006年9月6日）
- 主婦と生活社『JUNON』テレビパラダイスコーナー内（2006年9月13日）
- 玄光社『CM NOW』（2006年10月9日、2007年2月9日、2007年4月10日）
- スコラマガジン『スコラ』（2006年12月9日）
- 講談社『TOKYO★一週間』（2006年12月12日）
- 講談社『VoCE』2月号（2006年12月20日）
- KKベストセラーズ『CIRCUS』（2007年1月4日）
- 主婦と生活社『週刊女性』（2007年3月20日）
- 朝日新聞社『AERA』（2007年5月21日）
- ダイヤモンド社『TVステーション』（2007年7月18日）
- 主婦の友社『mina』（2007年7月20日、2008年6月5日）
- 『BirthDay』（フリーペーパー）（2007年7月末から配布）
- 宝島社『mini』9月号（2007年8月1日）
- 猫の手帖社『猫の手帖』9月号（2007年8月12日）
- 晋遊舎『C&B』※ムック（2007年11月2日）
- 学研『東京。江戸遊びの旅』（2007年11月5日）
- 緑書房『猫生活』（2007年12月12日）
- 猫の手帖社 月刊『猫の手帖』(休刊）（2007年12月 - 2008年）
- 主婦の友社『Ray』（2008年1月23日）
- 第三文明社『第三文明』（2008年2月1日）
- 双葉社『EX大衆』（2008年2月15日）
- 講談社『TOKYO★一週間』（2008年4月8日）
- リクルート『R25』※フリーペーパー（2008年7月17日）
- ローカス『女子カメラ』（2008年7月19日、2009年1月20日）
- 小学館『Sabra』（2008年12月25日）
- 実業之日本社『ネイルヴィーナス』（2009年1月23日）
- マガジンハウス『an・an』（2009年7月8日）
- ソニー・マガジンズ『CAT'S&I』 〜私の猫の愛しかた〜（2009年6月30日発行）
- 春日出版『ねこのこ』vol.5（2009年9月15日）
- 三栄書房『SOFT DARTS BIBLE』vol.18（2009年9月28日）
- インフォレスト『女子カメラ』vol.12（2009年10月18日）vol.13（2010年4月20日）
- 学研『デジキャパ』2月号（2010年1月20日）
- 学研『FYTTE』（2010年4月23日）
- シー・エム・エス『PHaT PHOTO』（2010年6月19日）
- SUN MAGAZINE MOOK『黒ネコClub』（2010年10月9日）
- 毎日コミュニケーションズ『いちばんかんたんなデジタル一眼の撮り方手帳』（2010年11月23日発行）
- ボイスパブリケーション
  - 『MOTO NAVI』（2011年8月No.53）
  - 『MOTO BEAUTY』（2011年11月号）
  - 『NAVI CARS』（2012年11月26日発売号、2013年9月26日発売号、2014年7月26日発売号、2015年3月26日発売号、2015年9月26日発売号）
- 小学館『Oggi』12月号（2011年10月28日）
- ベネッセコーポレーション『ねこのきもち』（2012年5月10日発売号）
  - 『「ねこのきもち」10周年記念 6月号』 （2015年5月10日発売号）
- 角川春樹事務所『美人百花』（2012年8月号）
- HorlogerieVol.2 (オルロジュリー)（2013年9月）

### WEB
- ソニー電子書籍販売サイト Reader Store
  - 特集「serendipity 〜偶発的な出会い〜」2012/5/11更新 動物×カメラ女子の、読書生活
- Nikon Imaging web siteにてインタビュー掲載
  - talk!talk!talk! （2007年11月29日）
- オフィシャル携帯サイト『BOX CORPORATION』
- 『CASIO EXILIM FR10』[15]　「DIGITAL PHOTO LIFE SHOOT UP」http://www.shootup.net/

### 携帯ドラマ
- 『MARIA age18』『MARIA age19』『MARIA age20』（2010年、角川映画） - 優 役[16][17][18]

### 携帯コンテンツ
- AらぶBラブ〜恋がめばえる選択デート〜 （2012年3月12日より配信）〔BeeTV ※docomoのみ視聴可〕[19]

### ラジオ
- 「PARADISO 〜CITIZEN GIRLS SPECIAL〜」 J-WAVE （2012年11月16日）
- 「TOKYO FM SUNDAY SPECIAL NAVI ON THE WHEELS」 TOKYO FM （2015年3月1日）
- 「navi cars cafe」 FM FUJI （2015年5月3日、10日）
- 「ソニー損保 presents クルマ★時間」 TOKYO FM （2015年5月16日、23日）
- 「PEUGEOT presents NAVI ON THE WHEELS」 TOKYO FM、@FM（FM AICHI）、FM OSAKA （2015年6月7日）
- 「三井住友VISAカード presents Amitie du weekend」 （2015年10月3日～）[20] TOKYO FM

### DVD
- LOVERS' ブランチ（2006年6月24日 - TSUTAYAにて無料配布）

### 映画
- 青い春（2002年公開 「青い春制作委員会」）[21]
- 劇場版 仮面ライダー龍騎 EPISODE FINAL（2002年8月17日公開 東映）- 霧島美穂の姉 役
- 着信アリ（2004年 「着信アリ制作委員会」）
- パローレ - 甘い囁き -（2004年公開 「ケイズ・ピクチャーズ制作」）- 月 役
- アニムスアニマ（2005年2月公開 「ニューシネマワークショップ制作」）- 切り裂き女 役
- 猿ロック THE MOVIE（2010年2月公開 「猿ロック制作委員会」） - メイドカフェ店員 役
- ラヴ・ノーツ 十二の果実。（2009年9月制作） ケータイ音楽ドラマ劇場版 - 現代：音楽教師の佐藤あんず、太平洋戦争時：音楽教師の音羽杏子[注 2][22][23]
- ナチュラル・ウーマン2010（2010年4月17日よりシアター・イメージフォーラムにてロードショー）-  森沢由梨子 役
- 君にラヴソングを（2009年制作）2010年5月11日 - 5月14日4夜限定公開 主人公：山口沙緒里の姉、山口香緒里 役

### 舞台
- 劇団たいしゅう小説家『H 〜 ｉ！Jack！！ やぁ！ジャックさん！！』（2005年7月23日 - 7月31日）DVD：2005年10月21日
- HERO730『結婚詐欺師株式会社』（於：天王洲アートスフィア）- ヒロイン 役

### オリジナルビデオ
- スミレ刑事の花咲く事件簿（2011年5月2日発売） - 月島花子 役

### イベント
- 第40回東京モーターサイクルショー2013 （2013年3月24日）内容:『FASTEST』Blu-ray＆DVD発売記念トークイベント、『BMW Motorrad Boothトークショウ』 開催場所:東京ビッグサイト

### 個展写真展
- 英玲奈 写真展『animals』【ボックスコーポレーション】（2013年7月1日 - 7月7日） 会場 〒106-0032 東京都港区六本木6-9-1 テレビ朝日本社 -umu多目的スペース-
- Erena Animal Projectを立ち上げる。（2013年9月）[24]

### CM
- NTTファイナンス（2005年4月1日）
- 花王 ケープ、ケープスタイルロック（2005年8月2日）
- 三菱自動車工業（2006年9月）「ミツビシミテカラ」シリーズ
- コーワ 三次元マスクシリーズ[注 3]（2009年11月16日）興和株式会社｜三次元マスク　ホームページ
  - 三次元 マスク
  - 三次元 ほんのりハーブが香るマスク
  - 三次元 メイクがおちにくいマスク
  - 三次元 高密着マスク
- 三井のリハウス
- スカパー!「加入促進PRスポット」（2012年5月）
- ソフトバンク「お父さん学習帳プレゼントキャンペーン」（2013年2月8日）